# Смит, Нейт
Айра Натаниэль «Нейт» Смит (англ. Ira Nathaniel "Nate" Smith; род. 14 декабря 1974 года) — американский барабанщик, композитор, продюсер и трехкратный номинант на премию Грэмми.

## Жизнь и карьера
Смит родился в Чесапике, штат Виргиния. Начал играть на барабанах в 11 лет, находясь под влиянием рока и фанка. Играл то, что было у его отца на пластинках, а это джазовые альбомы конца 70-х — начала 80-х: Боб Джеймс, Гровер Вашингтон, The Crusaders. В 16 лет заинтересовался джазом после прослушивания Album of the Year Арта Блейки и Jazz Messengers. Смит изучал медиаискусство и дизайн в Университете Джеймса Мэдисона. Будучи студентом университета он выступал на конференции Международной ассоциации джазового образования в Атланте, где познакомился с Бетти Картер, которая пригласила его на совместные выступления в клубе Blue Note в Нью-Йорке. Смит учился в аспирантуре Университета Содружества Вирджинии, где он встретил Дейва Холланда и присоединился к его квинтету в 2003 году. Смит появляется на его альбомах Critical Mass (2005) и Pathways (2009). В 2017 году он выпустил свой первый альбом в качестве лидера под названием Kinfolk: Postcards from Everywhere на Ropeadope Records. В 2018 году Смит стал соавтором и выступил на одноимённом дебютном EP группы Vulfpeck под названием The Fearless Flyers, позже отправившись с группой в тур по США и выпустив второй EP в 2019 году.
Смит писал саундтреки к документальным фильмам, транслируемым на Discovery Channel, Learning Channel и PBS. Является соавтором и продюсером песни Майкла Джексона «Heaven Can Wait».

## Дискография

### В качестве лидера
- Workday, Waterbaby Music Vol. 1 (Waterbaby Music, 2008)
- Kinfolk: Postcards from Everywhere (Ropeadope, 2017)
- Pocket Change (Waterbaby Music, 2018)
- Light and Shadow (Waterbaby Music, 2020)

### Как сайдмен
С Робином Юбэнксом
- Klassik Rock Vol. 1 (ArtistShare, 2014)
- More Than Meets the Ear (ArtistShare, 2015)

С Дэйвом Холландом
- Critical Mass (Dare2, 2006)
- Pathways (Dare2, 2010)

С Хосе Джеймсом
- Love in a Time of Madness (Blue Note, 2017)
- Lean on Me (Blue Note, 2018)

С Крисом Поттером
- Underground (Sunnyside, 2006)
- Follow the Red Line (Sunnyside, 2007)
- Ultrahang (ArtistShare, 2009)
- Imaginary Cities (ECM, 2015)

С остальными
- Патрисия Барбер, The Cole Porter Mix (Blue Note, 2008)
- Рэнди Брекер, Randy Pop! (Piloo, 2015)
- Скотт Колли, Seven (ArtistShare, 2017)
- Нир Фелдер, Golden Age (Okeh, 2014)
- Такуя Курода, Rising Son (Blue Note, 2014)
- Мандей Митиру, Don’t Disturb This Groove (Grand Gallery, 2011)
- Эрик Роберсон, Fire (Blue Erro Soul, 2017)
- Адам Роджерс, Dice (Adraj, 2017)
- Карел Ружичка, Grace & Gratitude (Animal Music, 2018)
- Пол Саймон, In the Blue Light (Legacy 2018)
- Алекс Сипягин, Live at Smalls (Smalls, 2013)
- Somi, Petite Afrique (Okeh, 2017)
- Skinny Hightower, Retrospect (Trippin 'n' Rhythm Records, 2018)
- The Fearless Flyers, The Fearless Flyers (Vulf Records 2018), The Fearless Flyers II (Vulf Records 2019), Tailwinds (Vulf Records, 2020)
- Бриттани Ховард, Jaime (ATO Records 2019)
- Уолтер Смит III и Мэттью Стивенс, In Common 2 (Whirlwind Recordings, 2020)
- Нора Джонс, Pick Me Up Off the Floor (Blue Note, 2020)
- Дэйв Коз и Кори Вонг, The Golden Hour (Just Koz, 2021)
- Джон Батист, We Are (Verve, 2021)